# Josef Zingerle
Josef Zingerle (Meran, 25 januari 1831 – Trente, 14 april 1891) was een Italiaans Rooms-katholiek theoloog en oriëntalist, die vooral bekend is geworden door enkele bundels met sprookjes uit Tirol en omstreken die hij samen met zijn broer Ignaz Vinzenz uitgaf.

## Biografie
Josef Zingerle was de zoon van de handelaar Bartlmä Tobias Zingerle. Hij werd op 25 januari 1831 in Meran geboren en volgde een gymnasium in zijn geboortestad. Vanaf 1847 studeerde hij Griekse filologie en Duits aan de Universiteit van Innsbruck. Vanaf 12 november 1852 doceerde hij op proef Grieks en Duits aan het gymnasium in Meran. Tijdens zijn studie en zijn leraarschap verdiepte hij zich samen met zijn broer Ignaz in de geschiedenis en de volkscultuur van zijn streek. Hij gaf naast een reisgids ook enkele bundels met sprookjes uit.
Kort nadat hij een vaste aanstelling had gekregen, stopte Josef Zingerle met lesgeven en studeerde van 1854 tot 1856 theologie aan de Universiteit van Tübingen. Josef Zingerle zette de studie voor twee jaar in Brixen en Trente voort. Daarna werd hij gewijd tot priester en hield vervolgens op 11 juli 1858 in Meran zijn eerste mis. Hierna studeerde hij één jaar aan de Universiteit van Wenen, om zich verder in de oosterse talen te bekwamen. In het najaar van 1859 werd Zingerle hoogleraar Oude Testament. In 1863/1864 was hij met verlof en verbleef in Rome, waar hij onderzoek deed in de Vaticaanse Bibliotheek. Dit resulteerde onder andere in enkele publicaties van Syrische handschriften. Zingerle werd op 23 juni 1866 tot prosynodalexaminator benoemd. Frans Jozef I benoemde hem op 26 april 1876 tot lid van het kapittel in Trente. In het najaar van 1879 begon hij weer als leraar theologie. In 1880 kreeg Zingerle een maagaandoening, die aanvankelijk als ongevaarlijk werd beschouwd. Na een kuur in Karlsbad verergerde de ziekte uiteindelijk zodanig dat hij op 14 april 1891 in Trente daaraan overleed. Daar werd twee dagen na zijn dood, op 16 april, een mis voor hem opgedragen. Josef Zingerle werd begraven in het familiegraf in Meran.

## Publicaties (selectie)
- Die Stadt Meran und ihre Umgebungen. Ein Wegweiser für Fremde (1850)
- Kinder- und Hausmärchen aus Tirol (Innsbruck, 1852)
- Kinder- und Hausmärchen aus Süddeutschland (Regensburg, 1854)